# 스케치북 (소프트웨어)
스케치북(영어: SketchBook, 구 명칭: 스튜디오페인트, 오토데스크 스케치북)은 픽셀 그래픽스 응용 소프트웨어의 하나로, 방사 모양/파이 메뉴 사용자 인터페이스의 기능을 갖추고 있으며 표현적 드로잉, 개념 스케치를 위해 고안되었다. 처음에는 앨리어스 시스템즈 코퍼레이션을 위해 개발되었으나 지금은 오토데스크의 소유이다.
스케치북 프로는 연필, 마커, 브러시와 같은 페인팅 및 드로잉 도구가 있다. 그래픽스 태블릿, 태블릿 컴퓨터, 스마트폰의 압력 감지 기능을 사용하여 전통적인 물질과 비슷한 효과를 낸다.
오토데스크 스케치북 프로 소프트웨어는 주해를 위한 스크린샷 도구의 기능도 하므로 미팅 중에 콘텐츠를 보여주고 검토할 때 노트를 추가할 수 있게 한다. 이전/다음 버튼을 통해 플립북이나 애니메이션을 만들 수 있다. 포토샵(.psd) 파일의 가져오기와 내보내기를 통한 레이어를 지원한다. 그 밖의 기능으로는 격자, 대칭, 브러시 커스터마이즈 기능, 텍스처 브러시 만들기, 캔버스 회전 등이 있다.
스케치북 프로 커뮤니티는 트위터, 페이스북, 텀블러, 유튜브, DeviantArt, 구글+, 오토데스크의 AREA 온라인 커뮤니티에 존재한다.

## 버전
오토데스크가 2005년 10월 앨리어스(Alias)를 인수했을 당시, 그들은 스케치북 프로의 개발을 한동안 중단하였다. 버전 2.0은 2005년 7월에 앨리어스 시스템즈에 의해 출시되었다. 버전 3.0의 베타판이 맥월드 2007에 Axiotron Modbook으로 전시되었다. 2008년 4월, 오토데스크 스케치북 프로 2009가 공개 출시되었다. 2009년 4월, 최신 버전인 오토데스크 스케치북 프로 2010이 출시되었다. 오토데스크는 새로운 버전의 스케치북 프로를 테스트하기 위해 베타 프로그램을 계속 보유하였다. 스케치북 프로 2011이 곧 잇따라 출시되었고, 오토데스크 스케치북 프로 6가 2012년 8월 출시되면서 전통적인 버전 번호 매기기로 회귀하였다.

## 같이 보기
- 아트레이지